# Ida Franiak-Pietryga
Ida Franiak-Pietryga (ur. 1974) – polski biolog, doktor nauk biologicznych w zakresie biofizyk, adiunkt w Katedrze Chemii Farmaceutycznej i Biochemii Uniwersytetu Medycznego w Łodzi, pracownik laboratorium Wojewódzkiego Szpitala im. Mikołaja Kopernika w Łodzi.
Doktorat uzyskała na Uniwersytecie Medycznym w Łodzi w 2003 r., na podstawie rozprawy – Zmiany właściwości błon erytrocytarnych ludzi chorych na hipercholesterolemię typu II leczonych statynami. Odkryła lek umożliwiający leczenie nieuleczalnej dotąd białaczki limfocytowej. W opracowanej przez dr Franiak-Pietrygę terapii sednem są tzw. dendrymery, będące polimerami charakteryzującymi się bardzo regularną strukturą. Do nich podczepione są różnorakie związki lecznicze. Jak twierdzi sama uczona przypadkiem odkryła podczas badań krwi, że pewien rodzaj dendrymerów, który ma doczepione cukry na zewnętrznych wiązaniach, potrafi zmusić komórkę białaczkową do samobójstwa. Za swoje odkrycie została  wyróżniona między innymi główną nagrodą na Targach Wynalazczości "Concours Lepine"  w Paryżu, w maju 2013 r., a także 19 czerwca tego samego roku uhonorowana przez władze województwa łódzkiego.